# Ludwig Müller (teolog)
Johan Heinrich Ludwig Müller (23. června 1883, Gütersloh, Pruské království – 31. července 1945, Berlín) byl německý teolog a vůdčí osobnost hnutí Němečtí křesťané (něm. Deutsche Christen). V roce 1933 byl jmenován říšským biskupem Německé evangelické církve (něm. Deutsche Evangelische Kirche).

## Život
Narodil se v Gütersloh, v pruské provincii Vestfálsko, kde studoval na pietistickém gymnáziu. Ve studiu protestantské teologie pokračoval na univerzitě v Halle a Bonnu. Po vypuknutí první světové války sloužil jako kaplan Císařského námořnictva ve Wilhelmshavenu.
Po válce se připojil k veteránské paramilitantní skupině Der Stahlhelm a pokračoval v práci vojenského kaplana. Od 20. let je spojován s nacismem, v roce 1931 vstoupil do NSDAP. Do nástupu Hitlera k moci v roce 1933 byl však jen málo známým pastorem a regionální osobností Německých křesťanů ve Východním Prusku.

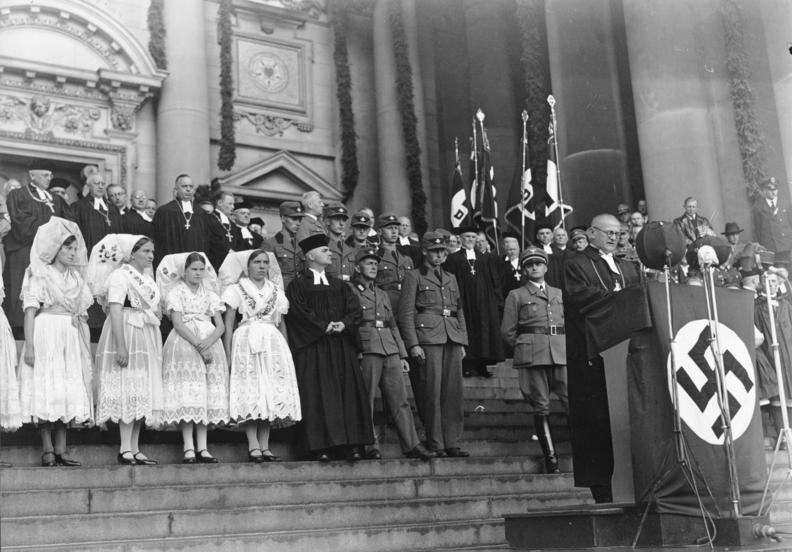
Müller během své inaugurační řeči 23. září 1934 na schodech Berlínské katedrály

Nacistický režim plánoval, že 28 dosud samostatných protestantských regionálních organizací bude centrálně „koordinovat“ v Říšské církvi (něm. Reichskirche). Müller toužil po funkci říšského biskupa. Napoprvé se mu to ale nezdařilo a říšským biskupem se 27. května 1933 stal Friedrich von Bodelschwingh. Poté, co ho nacisté přiměli k rezignaci, se však díky politickým machinacím 27. září téhož roku říšským biskupem stal Müller.
Müllerovo jmenování vyvolalo nesouhlas v mnoha protestantských sborech, jejichž členové ho považovali za politicky motivované. Ještě jako regionální biskup také převedl více pravomocí na říšského biskupa, tedy sebe, čímž vzbudil odpor dalších regionálních biskupů. Snižovala se i podpora Müllera mezi Německými křesťany uvnitř evangelické církve. Radikálnímu nacistickému křídlu vadil Starý zákon a usilovalo o vznik německého národního náboženství, očištěného o židovské vlivy. Rozkol vedl ke vzniku Vyznávající církve, což frustrovalo Hitlera a vedlo k oslabení Müllerovy moci. Když se pak vystupňovala agresivita režimu vůči oponujícím křesťanským kněžím, Müller se ještě pokusil posílit svou pozici tím, že nechal gestapo sledovat kostely a křesťanskou mládež se snažil propojit s Hitlerjugend.
Nacismu zůstal věrný až do konce války. Zemřel krátce po jejím konci ve věku 62 let, není jasné, zda přirozenou smrtí v důsledku srdečního selhání nebo zda spáchal sebevraždu.